# Rellotge de carilló

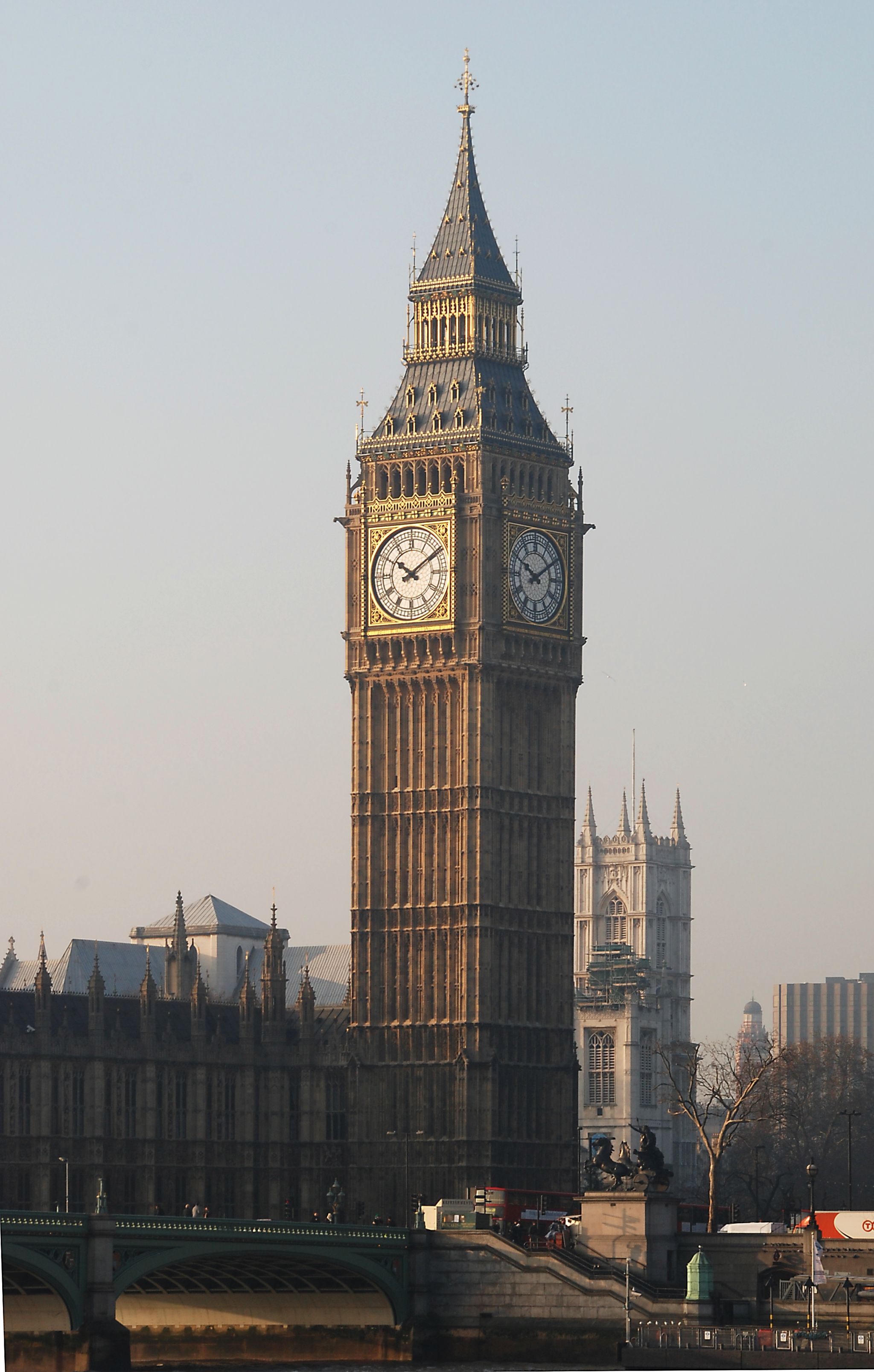
La Torre Elizabeth del Palau de Westminster a Londres, generalment coneguda com el Big Ben, és un famós rellotge de carilló.

Un rellotge amb carilló és un rellotge que fa sonar les hores de manera audible amb una campana, un gong o un altre dispositiu audible. En els de 12 hores, que s'utilitzen més habitualment en els rellotges actuals, el rellotge sona una vegada a la 1:00 de la matinada, dues vegades a les 2:00 de la matinada, continuant d'aquesta manera fins a dotze vegades a les 12:00 del migdia, després torna a començar, tocant una vegada a les 13:00, dues vegades a les 14:00, fins a dotze vegades a les 12:00 de la mitjanit.

## Història
El carilló dels rellotges era originàriament més important que les seves esferes ; els primers rellotges marcaven les hores, però no tenien marcadors que permetessin veure l'hora.

### Ms.225 de Ripoll: Rellotge d'aigua
El Ms.225 en llatí de Ripoll redactat al voltant del 926 dC, descriu un rellotge d'aigua de tambor, que segon Millàs Vallicrosa estaria basat en el mateix model del que està descrit 350 anys més tard en el Llibre del Coneixement Astronòmic o (Libros del saber) d'Alfons X el Sabi. L'erudit Millàs Vallicrosa va estudiar aquest document de Ripoll del 929 del que diu de ben segur que ha ser el manuscrit que Gerbert d'Orlhac va demanar el 9xx, després de marxar a França, a un monjo de Ripoll: "feunos enviar aquell manuscrit d'astronomia de Lupitus Barchinonensis (Llobet de Barcelona)"
Descriu tres aparells: un astrolabi, com construir un "domus orologii" i com construir un "gnomon" o rellotge de sol. Sobre el "domus orologii" diu una frase sàbia: "no sabem si pot tenir relació amb el rellotge descrit per Vitruvi", però amb algunes modificacions, de fet és la primera descripció (incompleta -ja que falten uns folis a l'inici) de com construir un rellotge d'aigua de tambor, quan avui està universalment acceptat que va ser el primer el de Gerbert d'Orlhac..., podria ser el primer en construir-ne un però basant-se en el d'aquest manuscrit, com delata el seu interès demanant-ne una còpia
L'aparell més important era el "domus orologii", dels altres n'hi ha molts manuscrits, encara que hi falten les pàgines clau i,la descripció d'una caixa amb aigua, descrita en els folis del final, no es veu ben bé per a que servia i podria deixar pensar a algú, que es tracta de la "clepsidra de Vitruvi", però de forma totalment objectiva: un rellotge amb peses de plom per a "donar-li corda", com es descriu clarament en el ms.225 i amb "tintinnabula schillarum", només pot ser un rellotge de tambor d'aigua, el primer rellotge europeu de la història i fet a Catalunya.
No tenia busques, només les "tintinnabula schillarum" per a marcar els quarts i les hores, per això en fer-ho d'una forma només acústica, era tan important definir el 1er quart, el 2n quart i el 3r quart d'una hora (i a partir d'una hora completa els quarts ja pertanyen a l'hora següent), fet que només ha quedat arrelat a Catalunya i a Alemanya, que són els dos únics països que fan servir els quarts de l'hora per venir.
Els països que fan servir l'expressió: "diez menos veinte", "quarter to ten", "dix heures moins vingt".. (d'origen francés), hi van arribar més tard quan ja hi havia una esfera amb busca o busques, ja que és una descripció gràfica, només té sentit al descriure la posició de les busques sobre l'esfera, no es pot expressar acústicament, no es pot imaginar un campanar tocant una campanada per 1/4, mitja per 2/4, i un altre cop una per 3/4, seria un embolic.

### Libros del saber:Rellotge d'aigua

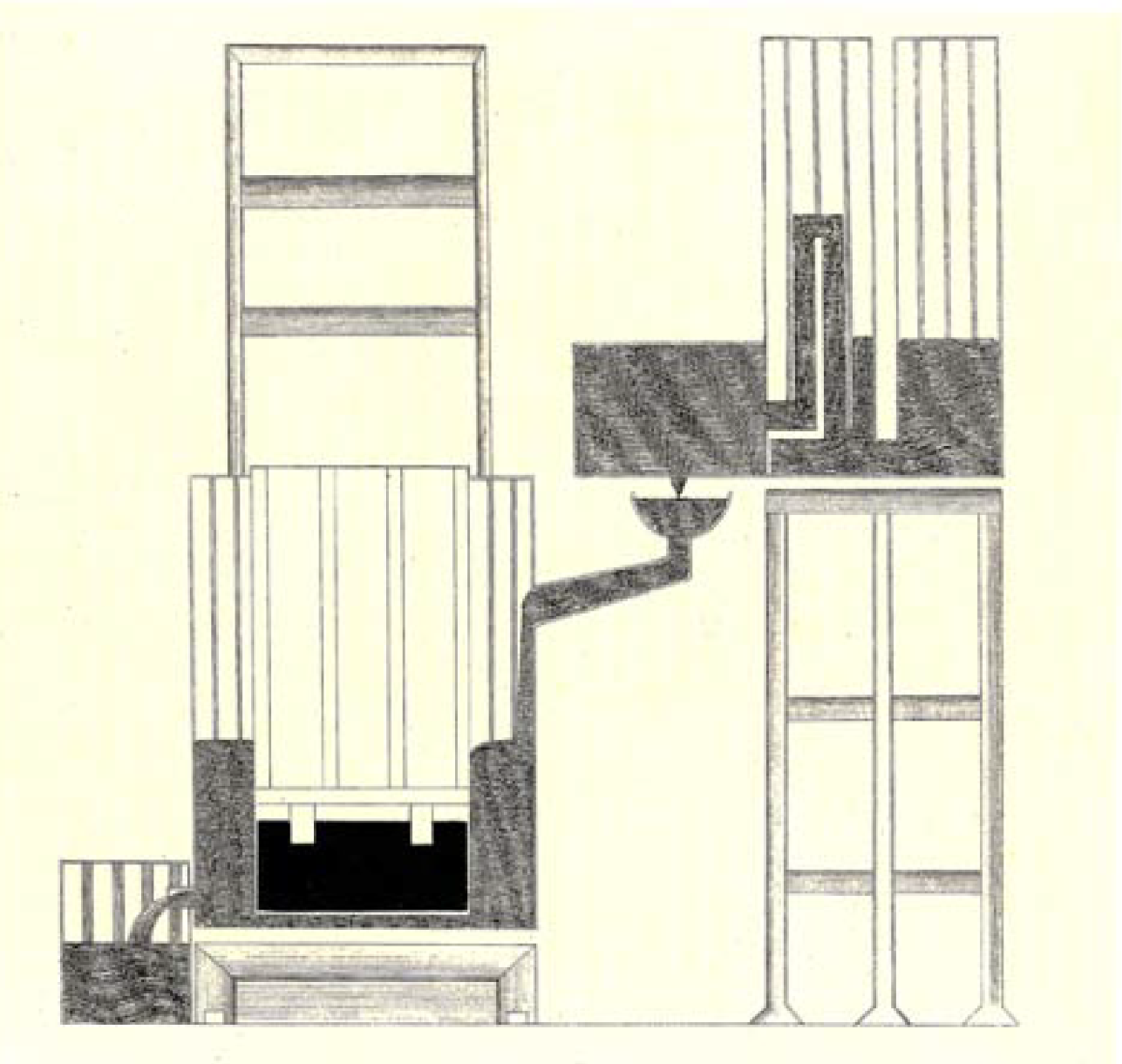
Libros del Saber

Escrit al voltant de 1268, el Llibre del Coneixement Astronòmic (Libros del saber) descriu un rellotge d'aigua de tradició antiga i un rellotge de mercuri del tipus rellotge d'aigua de tambor, segon Millàs Vallicrosa el d'aigua estaria basat en el mateix q està descrit en el Ms.225 de Ripoll
El compilador del llibre del coneixement és de l'opinió que la descripció d'aquest rellotge, en les seves fonts, era "molt magra" i que l'adaptava una mica amb els seus coneixements personals... L'edició dels Libros del saber de astronomía, Madrid - 1866, inclou un diagrama d'aquesta màquina que va servir de model per a una reproducció realitzada pel Museu d'Història de la Ciència i de la Tècnica de l'Islam de Frankfurt. El rellotge sembla tenir un tanc superior on el flux està regulat per un compensador de pressió. Alimenta un contenidor inferior per flotar que permet llegir, en suposades escales zodiacals, les hores temporals corresponents.

### Libros del saber:Rellotge de mercuri

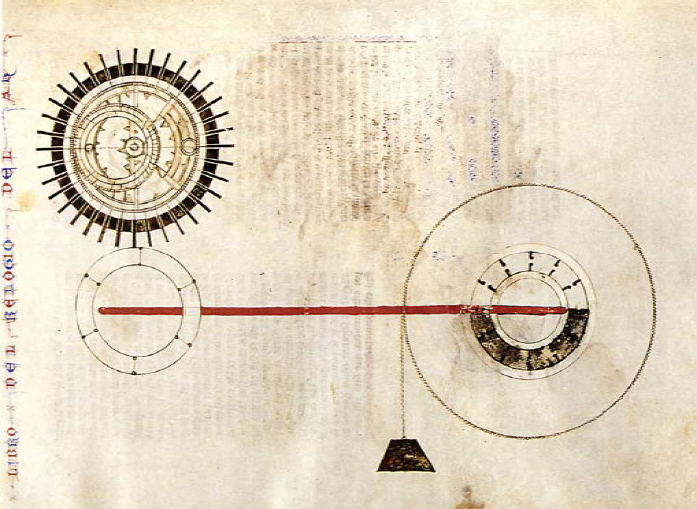
Rellotge de mercuri.

És de disseny atípic. El principi del seu funcionament es desenvolupa a la pàgina del rellotge d'aigua de tambor: succintament, un pes, unit a un cable embolicat al voltant d'un tambor cilíndric orientat, el gira. El moviment està regulat per un dispositiu hidràulic utilitzant mercuri i integrat en el cilindre. El moviment rotacional del tambor es transmet, a través d'un engranatge a un astrolabi que indicarà l'hora. La il·lustració en el llibre del coneixement és un assaig sobre la representació de la perspectiva del sistema; De fet, el tambor i l'astrolabi estan un darrere l'altre.
Alguns autors com Gerhard Dohrn-van Rossum, a La història de l'hora, pensen que aquest tipus de rellotge és un concepte que mai va ser realitzat pels àrabs. No obstant això, el seu principi va donar lloc, diversos segles més tard, a la fabricació de rellotges d'aigua d'aquest tipus (sense astrolabi) principalment a Itàlia i França. Les reproduccions d'aquest rellotge de mercuri han estat realitzades pel Museu de Frankfurt. d'una banda i de Silvio A. Bedini, de l'altra. Aquest últim va seguir el model del llibre de coneixements i va realitzar proves operatives que van resultar inconcluses.. De fet, el moviment rotacional de la màquina era bastant caòtic i de vegades s'aturava aleatòriament.

## Tocant les hores
El tipus més bàsic de rellotge de carilló simplement fa sonar una campana una vegada cada hora, això era senzill d'implementar mecànicament; tot el que s'ha de fer és connectar una lleva a un eix que gira una vegada cada hora; la lleva s'aixeca i després deixa caure un martell que colpeja la campana. Els primers rellotges de torre, muntats en torres de catedrals, abadies i monestirs per cridar la comunitat a l'oració, originats a l'Europa medieval abans de la invenció del rellotge mecànic al segle XIII, eren rellotges d'aigua que utilitzaven aquest mecanisme ; sonaven una vegada cada hora canònica.
Abans dels rellotges europeus, la Xina va desenvolupar una tecnologia de rellotges astronòmics impulsats per l'aigua, començant amb el científic Zhang Heng del segle I dC (–). El monjo budista xinès de la dinastia Tang i inventor Yi Xing (683 – 727) va crear un globus celeste giratori que es feia girar amb un mecanisme de rellotge d'aigua accionat per una sínia. Ka campana es tocava automàticament cada hora i el tambor es tocava cada quart d'hora. Es registra que els estudiants confucians de l'any 730 havien d'escriure un assaig sobre aquest dispositiu per aprovar els exàmens imperials. L'ús de rellotge per sonar les hores es va utilitzar a les torres del rellotge posteriors de la dinastia Song de la Xina, com les dissenyades per Zhang Sixun i Su Song als segles X i XI, respectivament.
Durant la gran onada de construcció de rellotges de torre a l'Europa del segle XIV, al voltant de l'època de la invenció del mateix rellotge mecànic, es van construir rellotges de carilló que van tocar la campana diverses vegades, per comptar les hores. El rellotge de la Beata Vergine (més tard Sant Gottardo) de Milà, construït cap a l'any 1330, va ser un dels primers registrats que va marcar les hores. El 1335, Galvano Fiamma va escriure:

### Europa
El desenvolupament dels rellotges mecànics a l'Europa del segle XII va ser motivat per la necessitat de fer sonar les campanes a les hores canòniques per cridar la comunitat a l'oració. Els primers rellotges mecànics coneguts eren grans rellotges de rellotge instal·lats a les torres dels monestirs o places públiques, de manera que les seves campanes se sentien lluny. Tot i que un rellotge primitiu a Síria era un rellotge de 12 hores, molts dels primers rellotges marcaven fins a 24 cops, especialment a Itàlia, on el rellotge de 24 hores, mantenint l'hora italiana, es va utilitzar àmpliament als segles XIV i XV. A mesura que el modern rellotge de 12 hores es va anar estenent, sobretot a Gran Bretanya i el nord d'Europa, el rellotge de 12 hores es va estendre més i finalment es va convertir en l'estàndard. A més de tocar l'hora, molts rellotges toquen seqüències de campanes als quarts d'hora. La seqüència més comuna és la dels Westminster Quarters.
Des de principis del segle XV a Europa occidental, les campanes de torre es van instal·lar en campanars, campanars, torres dels ajuntaments i altres edificis, a principis del XVI, les campanes es van fer populars a Europa occidental.
Entre la població urbana, les melodies de campanes de torre eren molt populars, per exemple, la melodia "Brother Jacob" es va convertir en una cançó popular a França i Alemanya
La principal producció de campanes de torre als segles XVI i XVIII va ser a Holanda i Bèlgica.
Moltes campanes de torres han adquirit noms propis i el significat dels emblemes de la ciutat. Per exemple, les campanades de la Torre del Rellotge de les Cases del Parlament de Londres es van anomenar "Big Ben": es tracta de "campanades de Westminster" i es van obrir el 1859 [
Gran Bretanya va ser el líder en la fabricació de als segles XVII-XIX

### Rússia
El primer rellotge de torre de carrillóes va instal·lar el 1404 al Kremlin de Moscou
A la torre Spasskaya (Frolovskaya) del Kremlin l'any 1625, sota la direcció del mestre anglès Christopher Goloveyan, es van construir les primeres campanades amb música. El 1628 i el 1668 van ser restaurats després d'un incendi
A Holanda, per ordre de Pere I, es van fer campanes amb música i es van instal·lar a Sant Petersburg i Moscou a la Torre Spasskaya el 1706, van ser danyades en un incendi el 1737 Per decret de Caterina II, van ser restaurats el 1767–1770. Van tornar a ser danyats per un incendi el 1812 i reparats el 1815.
La Revolució d'Octubre de 1917 només va deixar les campanades de la catedral de Pere i Pau de Petrograd, que reproduïen la " Internacional" i les campanades de la Torre Spasskaya de Moscou A la torre Spasskaya de Moscou, les campanes van ser danyades el 1917 per un obús d'artilleria i restaurades el 1918 a la direcció de V. I. Lenin rellotger N. EN. Behrens.

## Galeria
- El rellotge astronòmic del Kremlin de Moscou

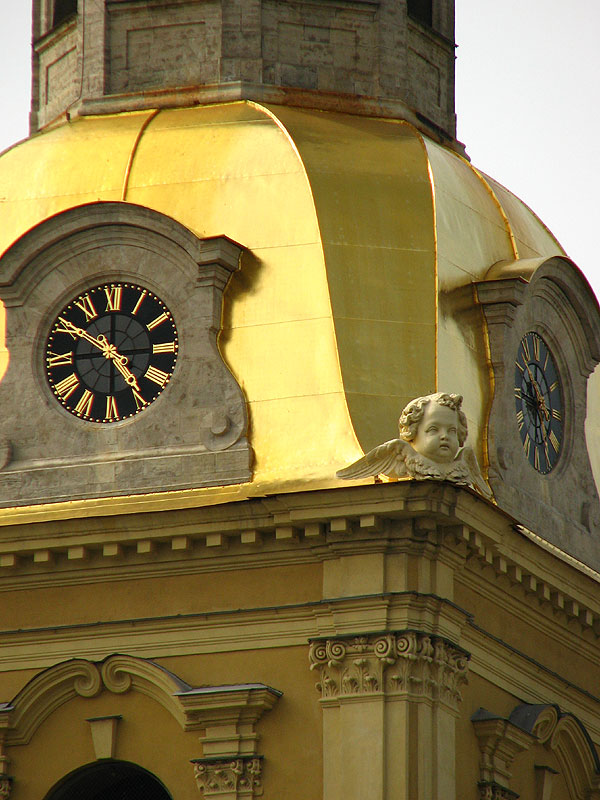
Les campanades de la catedral de Pere i Pau de Sant Petersburg
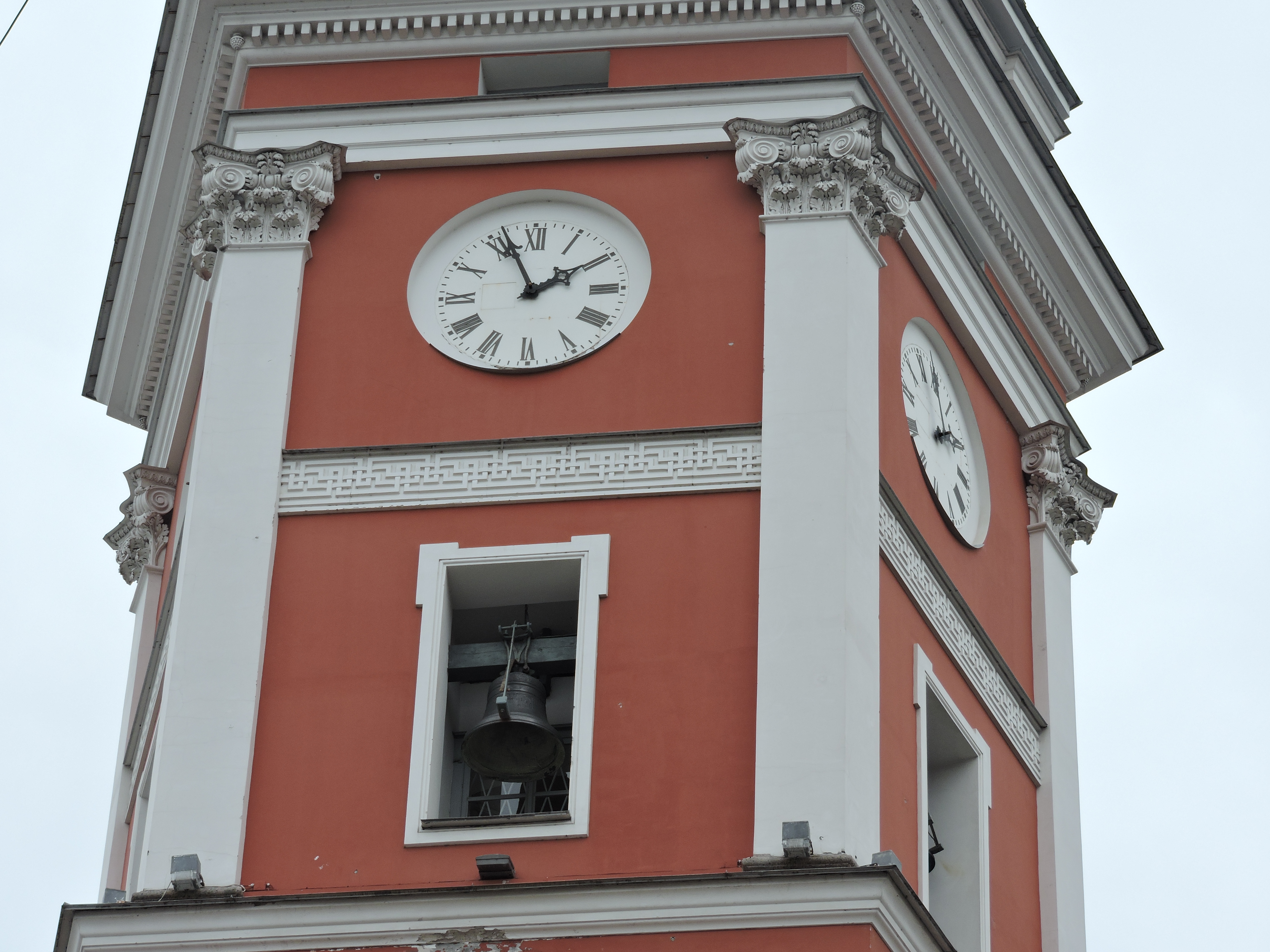
Campanades de rellotge a l'edifici de la Duma de la ciutat de Sant Petersburg